# Rovtarske Žibrše
Rovtarske Žibrše este o localitate din comuna Logatec, Slovenia, cu o populație de 199 de locuitori.